# DreamHack Open Cluj-Napoca 2015
O DreamHack Open Cluj-Napoca 2015, ou simplesmente Cluj-Napoca 2015, foi o sétimo Campeonato Major de Counter-Strike: Global Offensive que ocorreu de 28 de outubro a 1 de novembro de 2015 na Sala Polivalentă em Cluj-Napoca, Romênia. O torneio foi organizado pela DreamHack e patrocinado pela Valve, e possuiu uma premiação total de US$ 250.000.
Oito times foram para a fase eliminatória. Fnatic, G2 Esports, Luminosity Gaming, Natus Vincere, Ninjas in Pyjamas, Team EnVyUs, Team SoloMid e Virtus.pro – todos classificados como Lendas do último Major – foram mais uma vez Lendas, pois nenhum time classificado como Desafiador ocupou seus lugares. A Team EnVyUs foi a vencedora do evento, derrotando a Natus Vincere na final por um placar de 2 a 0.

## Formato
As oito melhores equipes do ESL One Cologne 2015, chamadas de "Lendas", receberam convites diretos para Cluj-Napoca. Este foi o primeiro Major a preencher as outras oito vagas de Major de um único classificatório de Major, em vez de vários classificatórios regionais. Para o ciclo Cluj-Napoca, as eliminatórias regionais enviaram equipes para o DreamHack Open Stockholm 2015, onde enfrentaram as oito últimas equipes do Cologne 2015. As oito melhores equipes do DreamHack Open Stockholm 2015 avançaram para o Major como os "Desafiadoras".
As equipes foram divididas em quatro grupos, e todas as partidas do grupo foram à melhor de uma, com exceção da partida decisiva. O cabeça de chave jogaria com o quarto pote em cada grupo e o segundo e o terceiro pote jogariam um contra o outro. O vencedor dessas duas partidas se enfrentaria para determinar qual time passaria para a fase eliminatória, enquanto os perdedores da primeira rodada também jogariam. O perdedor da partida inferior foi então eliminado do torneio. Com um time avançado e um eliminado, os dois times restantes jogariam uma partida de eliminação à melhor de três para a segunda vaga na eliminatória. Este formato é conhecido como o formato GSL, nomeado para o Global StarCraft II League.
A chave da eliminatória consistia em oito times, dois de cada grupo. Todas essas partidas foram em melhor de três, eliminação única. As equipes avançaram na chave até que um vencedor final fosse decidido.

### Mapas
- Cache
- Cobblestone
- Dust II
- Inferno
- Mirage
- Overpass
- Train

## Equipes
Classificadas como Lendas
- Fnatic
- Team EnVyUs
- Team SoloMid
- Virtus.pro
- G2 Esports
- Ninjas in Pyjamas
- Luminosity Gaming
- Natus Vincere

Classificadas como Desafiadoras
- Counter Logic Gaming
- Mousesports
- Cloud9
- Team Dignitas
- Flipsid3 Tactics
- Team Liquid
- Vexed Gaming
- Titan

## Fases de grupos

### Grupo A
| Pos. | Equipe            | V | D | RV | RD | DR  | Pts |
| ---- | ----------------- | - | - | -- | -- | --- | --- |
| 1    | Luminosity Gaming | 2 | 0 | 32 | 24 | +8  | 6   |
| 2    | Fnatic            | 2 | 1 | 61 | 44 | +17 | 6   |
| 3    | Cloud9            | 1 | 2 | 45 | 61 | -16 | 3   |
| 4    | Vexed Gaming      | 0 | 2 | 23 | 32 | -9  | 0   |

| Partidas do Grupo A   | Partidas do Grupo A | Partidas do Grupo A | Partidas do Grupo A | Partidas do Grupo A |
| Equipe                | Pontuação           | Mapa                | Pontuação           | Equipe              |
| Rodada de abertura    | Rodada de abertura  | Rodada de abertura  | Rodada de abertura  | Rodada de abertura  |
| --------------------- | ------------------- | ------------------- | ------------------- | ------------------- |
| Fnatic                | 16                  | Cobblestone         | 10                  | Vexed Gaming        |
| Luminosity Gaming     | 16                  | Dust II             | 11                  | Cloud9              |
| Rodada de eliminação  |                     |                     |                     |                     |
| Vexed Gaming          | 13                  | Cobblestone         | 16                  | Cloud9              |
| Rodada dos vencedores |                     |                     |                     |                     |
| Fnatic                | 13                  | Inferno             | 16                  | Luminosity Gaming   |
| Rodada decisiva       |                     |                     |                     |                     |
| Cloud9                | 0                   | Melhor de três      | 2                   | Fnatic              |

### Grupo B
| Pos. | Equipe           | V | D | RV | RD | DR  | Pts |
| ---- | ---------------- | - | - | -- | -- | --- | --- |
| 1    | Team SoloMid     | 2 | 0 | 32 | 12 | +20 | 6   |
| 2    | G2 Esports       | 2 | 1 | 69 | 61 | +8  | 6   |
| 3    | Mousesports      | 1 | 2 | 61 | 71 | -10 | 3   |
| 4    | Flipsid3 Tactics | 0 | 2 | 14 | 32 | -18 | 0   |

| Partidas do Grupo B   | Partidas do Grupo B | Partidas do Grupo B | Partidas do Grupo B | Partidas do Grupo B |
| Equipe                | Pontuação           | Mapa                | Pontuação           | Equipe              |
| Rodada de abertura    | Rodada de abertura  | Rodada de abertura  | Rodada de abertura  | Rodada de abertura  |
| --------------------- | ------------------- | ------------------- | ------------------- | ------------------- |
| Team SoloMid          | 16                  | Cache               | 6                   | Flipsid3 Tactics    |
| G2 Esports            | 16                  | Inferno             | 8                   | Mousesports         |
| Rodada de eliminação  |                     |                     |                     |                     |
| Flipsid3 Tactics      | 8                   | Overpass            | 16                  | Mousesports         |
| Rodada dos vencedores |                     |                     |                     |                     |
| Team SoloMid          | 16                  | Dust II             | 6                   | G2 Esports          |
| Rodada decisiva       |                     |                     |                     |                     |
| Mousesports           | 1                   | Melhor de três      | 2                   | G2 Esports          |

### Grupo C
| Pos. | Equipe            | V | D | RV | RD | DR  | Pts |
| ---- | ----------------- | - | - | -- | -- | --- | --- |
| 1    | Virtus.pro        | 2 | 0 | 35 | 22 | +13 | 6   |
| 2    | Ninjas in Pyjamas | 2 | 1 | 61 | 42 | +19 | 6   |
| 3    | Titan             | 1 | 2 | 38 | 61 | -23 | 3   |
| 4    | Team Liquid       | 0 | 2 | 26 | 35 | -9  | 0   |

| Partidas do Grupo C   | Partidas do Grupo C | Partidas do Grupo C | Partidas do Grupo C | Partidas do Grupo C |
| Equipe                | Pontuação           | Mapa                | Pontuação           | Equipe              |
| Rodada de abertura    | Rodada de abertura  | Rodada de abertura  | Rodada de abertura  | Rodada de abertura  |
| --------------------- | ------------------- | ------------------- | ------------------- | ------------------- |
| Virtus.pro            | 19                  | Cobblestone         | 15                  | Team Liquid         |
| Ninjas in Pyjamas     | 13                  | Cobblestone         | 16                  | Titan               |
| Rodada de eliminação  |                     |                     |                     |                     |
| Team Liquid           | 11                  | Mirage              | 16                  | Ninjas in Pyjamas   |
| Rodada dos vencedores |                     |                     |                     |                     |
| Virtus.pro            | 16                  | Train               | 7                   | Titan               |
| Rodada decisiva       |                     |                     |                     |                     |
| Ninjas in Pyjamas     | 2                   | Melhor de três      | 0                   | Titan               |

### Grupo D
| Pos. | Equipe               | V | D | RV | RD | DR  | Pts |
| ---- | -------------------- | - | - | -- | -- | --- | --- |
| 1    | Team EnVyUs          | 2 | 0 | 32 | 15 | +17 | 6   |
| 2    | Natus Vincere        | 2 | 1 | 67 | 61 | +6  | 6   |
| 3    | Counter Logic Gaming | 1 | 2 | 61 | 72 | -11 | 3   |
| 4    | Team Dignitas        | 0 | 2 | 20 | 32 | -12 | 0   |

| Partidas do Grupo D   | Partidas do Grupo D | Partidas do Grupo D | Partidas do Grupo D | Partidas do Grupo D  |
| Equipe                | Pontuação           | Mapa                | Pontuação           | Equipe               |
| Rodada de abertura    | Rodada de abertura  | Rodada de abertura  | Rodada de abertura  | Rodada de abertura   |
| --------------------- | ------------------- | ------------------- | ------------------- | -------------------- |
| Team EnVyUs           | 16                  | Cobblestone         | 6                   | Team Dignitas        |
| Natus Vincere         | 16                  | Cobblestone         | 12                  | Counter Logic Gaming |
| Rodada de eliminação  |                     |                     |                     |                      |
| Team Dignitas         | 14                  | Cobblestone         | 16                  | Counter Logic Gaming |
| Rodada dos vencedores |                     |                     |                     |                      |
| Team EnVyUs           | 16                  | Mirage              | 9                   | Natus Vincere        |
| Rodada decisiva       |                     |                     |                     |                      |
| Counter Logic Gaming  | 1                   | Melhor de três      | 2                   | Natus Vincere        |

## Eliminatórias
Com oito equipes restantes, a fase final do Major é uma chave de eliminação única, com todas as partidas jogadas em mapas à melhor de três.

### Esquema
|  | Quartas de final | Quartas de final  | Quartas de final | Quartas de final | Quartas de final | Quartas de final |   |                   | Semifinais        | Semifinais | Semifinais | Semifinais | Semifinais | Semifinais |  |  | Final       | Final       | Final | Final | Final | Final |
|  |                  |                   |                  |                  |                  |                  |   |                   |                   |            |            |            |            |            |  |  |             |             |       |       |       |       |
|  | D1               | Team EnVyUs       | 9                | 16               | 16               | 2                |   |                   |                   |            |            |            |            |            |  |  |             |             |       |       |       |       |
|  | A2               | Fnatic            | 16               | 9                | 2                | 1                |   |                   |                   |            |            |            |            |            |  |  |             |             |       |       |       |       |
|  | A2               | Fnatic            | 16               | 9                | 2                | 1                |   | Team EnVyUs       | Team EnVyUs       | 10         | 25         | 16         | 2          |            |  |  |             |             |       |       |       |       |
|  |                  |                   |                  |                  |                  |                  |   | Team EnVyUs       | Team EnVyUs       | 10         | 25         | 16         | 2          |            |  |  |             |             |       |       |       |       |
|  |                  | G2 Esports        | G2 Esports       | 16               | 21               | 7                | 1 |                   |                   |            |            |            |            |            |  |  |             |             |       |       |       |       |
|  | C1               | G2 Esports        | G2 Esports       | 16               | 21               | 7                | 1 | Virtus.pro        | 10                | 17         | –          | 0          |            |            |  |  |             |             |       |       |       |       |
|  | C1               |                   |                  |                  |                  |                  |   | Virtus.pro        | 10                | 17         | –          | 0          |            |            |  |  |             |             |       |       |       |       |
|  | B2               | G2 Esports        | 16               | 19               | –                | 2                |   |                   |                   |            |            |            |            |            |  |  |             |             |       |       |       |       |
|  |                  |                   |                  |                  |                  |                  |   |                   |                   |            |            |            |            |            |  |  | Team EnVyUs | Team EnVyUs | 16    | 16    | –     | 2     |
|  |                  |                   | Natus Vincere    | Natus Vincere    | 14               | 5                | – | 0                 |                   |            |            |            |            |            |  |  |             |             |       |       |       |       |
|  | B1               | Team SoloMid      | 10               | 8                | –                | 0                |   |                   |                   |            |            |            |            |            |  |  |             |             |       |       |       |       |
|  | C2               | Ninjas in Pyjamas | 16               | 16               | –                | 2                |   |                   |                   |            |            |            |            |            |  |  |             |             |       |       |       |       |
|  | C2               | Ninjas in Pyjamas | 16               | 16               | –                | 2                |   | Ninjas in Pyjamas | Ninjas in Pyjamas | 3          | 6          | –          | 0          |            |  |  |             |             |       |       |       |       |
|  |                  |                   |                  |                  |                  |                  |   | Ninjas in Pyjamas | Ninjas in Pyjamas | 3          | 6          | –          | 0          |            |  |  |             |             |       |       |       |       |
|  |                  | Natus Vincere     | Natus Vincere    | 16               | 16               | –                | 2 |                   |                   |            |            |            |            |            |  |  |             |             |       |       |       |       |
|  | A1               | Natus Vincere     | Natus Vincere    | 16               | 16               | –                | 2 | Luminosity Gaming | 14                | 13         | –          | 0          |            |            |  |  |             |             |       |       |       |       |
|  | A1               |                   |                  |                  |                  |                  |   | Luminosity Gaming | 14                | 13         | –          | 0          |            |            |  |  |             |             |       |       |       |       |
|  | D2               | Natus Vincere     | 16               | 16               | –                | 2                |   |                   |                   |            |            |            |            |            |  |  |             |             |       |       |       |       |